# Darek Foks
Darek Foks, mit bürgerlichem Namen Dariusz Foks und mit Pseudonym Bruno Kotilov (* 27. Juli 1966 in Skierniewice), ist ein polnischer Dichter, Prosaschriftsteller und Drehbuchautor.

## Leben
Foks besuchte die Fachschule für Bauwesen in Skierniewice. Nach dem Abitur 1986 studierte er zunächst Russische Philologie und nach einem Jahr Polnische Philologie an der Pädagogischen Hochschule in Kielce, jedoch beendete er sein Studium nicht. Er debütierte in den 1980er Jahren mit Gedichten, die anfangs unter dem Pseudonym Bruno Kotilov in den Zeitschriften Radar und Okolice veröffentlicht wurden.
In den 1990er Jahren publizierte er seine Gedichte, Erzählungen und Rezensionen in den Zeitschriften Akcent, brulion, Nowy Nurt, Odra, Gazeta Forteczna und Studium sowie in der Beilage Książki der Gazeta Wyborcza. Von 1993 bis 1995 absolvierte er seinen Wehrersatzdienst. Von 1995 bis 1996 arbeitete er im Kulturhaus der Woiwodschaft in Skierniewice, wonach er von 1996 bis 1998 an der Aleksander-Zelwerowicz-Theaterakademie Warschau studierte und zugleich als Redaktionssekretär der Monatsschrift Literatura na Świecie arbeitete. 1998 wurde er Mitglied der Polnischen Schriftstellervereinigung.
Von 2002 bis 2004 war er leitender Redakteur der Magazine Aktivist und Exklusiv, bis er 2004 die Leitung der Abteilung für Prosa der Monatsschrift Twórczość übernahm. 2004 studierte er Drehbuch an der Staatlichen Hochschule für Film, Fernsehen und Theater Łódź, wo er 2007 sein Lizenziat erhielt. Von 2005 bis 2012 war er Literaturrezensent des Magazins Playboy.
2014 wurde er für sein Gesamtwerk mit dem Breslauer Lyrikpreis Silesius ausgezeichnet.
Er lebt in Skierniewice.

## Bibliografie

### Lyrik
- Film i inne wiersze z lat 1986–1988, 1989
- Wiersze, 1999
- Wiersze o fryzjerach, 1994
- Misterny tren, 1997
- Ezra Pub, 1998
- Sonet drogi, 2000 (nominiert für den Paszport Polityki 2000)
- Przecena map. Wiersze z lat 1987–1997, 2005
- Ustalenia z Maastricht, 2006
- Sto najlepszych polskich reklam i jedna niemiecka, 2009
- Sigmund Freud Museum, 2010 (nominiert für den Breslauer Lyrikpreis Silesius 2011)
- Liceum, 2012 (nominiert für den Breslauer Lyrikpreis Silesius 2013)
- Rozmowy z głuchym psem, 2013 (nominiert für den Literaturpreis Gdynia 2014 und den Nike-Literaturpreis 2014)
- Debordaż, 2014
- Tablet taty, 2015
- Historia poezji polskiej dla drwali, 2015

### Prosa
- Orcio, 1998
- Pizza weselna, 2000 (nominiert für den Paszport Polityki 2000)
- Mer Betlejem, 2003 (nominiert für den Paszport Polityki 2004)
- Co robi łączniczka?, 2005, zusammen mit Zbigniew Libera
- Wielkanoc z tygrysem, 2008
- Kebab Meister, 2012 (nominiert für den Literaturpreis Gdynia 2013)
- Susza, 2014
- Historia kina polskiego, 2015
- Wołyń Bourne’a, 2016

### Drehbücher
- Brzydula (Folge 11, 17, 24, 29, 36, 113, 118, 122 und 132), 2008–2009